# Club Necaxa
Impulsora del Deportivo Necaxa S.A. de C.V. (phát âm [ne.ˈkak.sa]); được biết với cái tên Club Necaxa, là câu lạc bộ bóng đá Mexico ở giải Liga MX được thành lập ở Aguascalientes. Sân nhà của họ là Estadio Victoria.